# Bamenda I
Bamenda I (ou Bamenda Ier) est une commune d'arrondissement de la communauté urbaine de Bamenda, département de la Mezam dans la région Nord-Ouest Cameroun. Elle a pour chef-lieu le quartier de Bamendankwe.

## Géographie
La commune s'étend  sur 2 581 ha, (selon le plan communal de développement de 2021) au sud-est de la Communauté urbaine de Bamenda, à la fois en zones urbaine, péri-urbaine et rurale entre 940 m et 2580 m sur les pentes du Mont Nshele (2621 m).
|            | Bamenda III | Tubah      |
| Bamenda II | Bamenda I   | Balikumbat |
|            | Santa       |            |

## Histoire
La commune d'arrondissement de Bamenda I est créée en 2007, comme une des trois subdivisions de la Communauté urbaine de Bamenda.

## Administration
Elle est dirigée par un maire depuis 2007.
| Période     | Identité           | Parti | Notes |
| ----------- | ------------------ | ----- | ----- |
| depuis 2020 | Félix Mbigha Njah  |       |       |
| 2013 - 2020 | Caroline Bi Bongwa | RDPC  |       |
| 2007 - 2013 | Simon Acho Ngwen   | SDF   |       |

## Chefferies traditionnelles
L'arrondissement de Bamenda 1er est le siège d'une chefferie traditionnelle de 2e degré :
- Bamendankwe

## Quartiers
Depuis 2021, le nombre de quartiers est passé de 13 à 51, dirigés par des chefs de 3e degré. La commune est constituée de 13 quartiers et villages en 2005 :

### Bamenda Town
- Abangoh Central
- Abangoh Ntahsa (Nkwen)
- Abangoh Ngang
- Achichum
- Alahnting
- Aningdoh
- Ayaba
- Nta'Afi
- Ntanche

### Bamendankwe
- Bamenda-Nkwe
- Kenelari
- Menda Nkwe
- Ntafebuh

## Population
Le recensement de 2005 relève une population de 28 359 habitants dont 18 468 habitants pour la zone urbaine de Bamenda Town. Les trois principaux groupes ethniques sont les Bamendankwe, Bamilékés et Bafut.

## Santé
La commune abrite 4 formations sanitaires :
- Hôpital militaire, camp militaire
- Centre de santé de Bamendankwe à Akefu
- Bamenda Polyclinic Station à Alatining
- World Hospital à Ayaba

## Éducation
En 2019, le plan communal de développement dénombre 25 écoles maternelles, 24 écoles primaires, 5 établissements d'enseignement secondaire. L'enseignement supérieur est représenté par un établissement en 2019, University of Harvard Higher Institution.
L'arrondissement compte quatre établissements d'enseignement secondaires publics, trois sont anglophones et un bilingue :
- Lycée bilingue de Bamndankwe (GBHS)[4]
- Lycée technique de Bamendankwe
- Lycée technique de Bamenda
- GSS Bangshie

## Cultes
La population de Bamenda I se répartit en trois groupes religieux, les religions traditionnelles, les chrétiens et les musulmans.

## Économie
L'économie est basée sur un large secteur d'économie informelle;